# Distretti congressuali del Tennessee

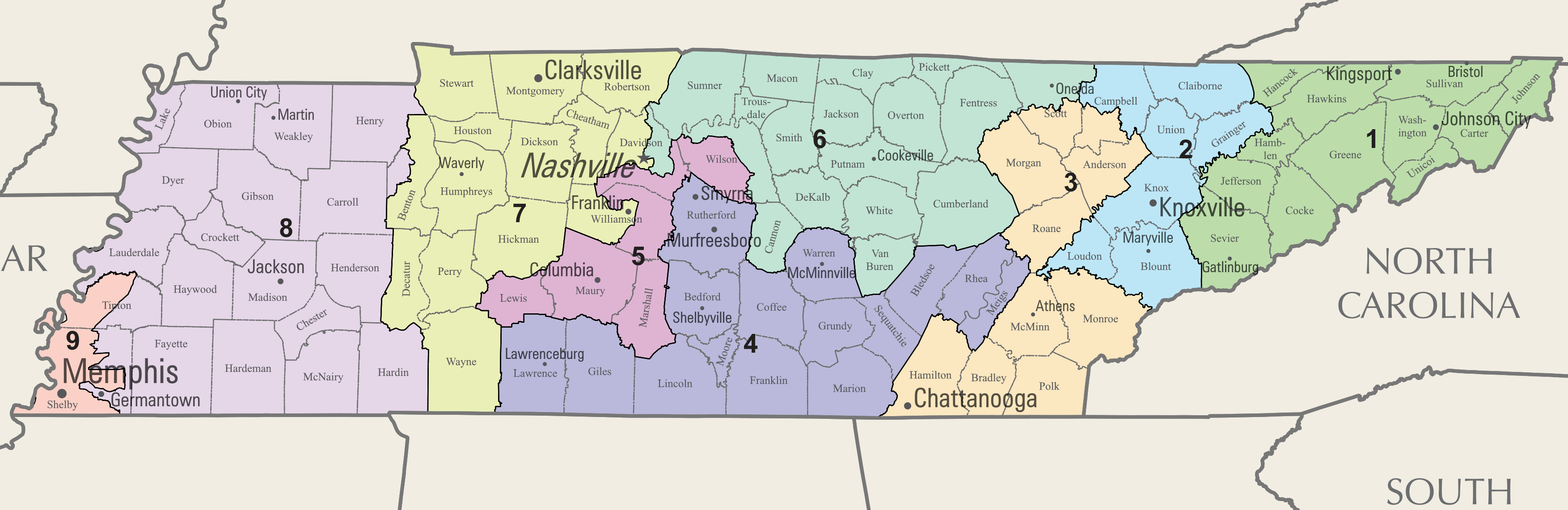
Distretti congressuali del Tennessee

Lo Stato del Tennessee è diviso in 9 distretti congressuali, ognuno rappresentato da un delegato alla Camera dei rappresentanti degli Stati Uniti.
I distretti sono attualmente rappresentati al 119º Congresso degli Stati Uniti d'America da 8 repubblicani e 1 democratico.

## Distretti e rispettivi rappresentanti
| Distretto | Rappresentante    | Partito      | CPVI | In carica dal  | Mappa del distretto |
| --------- | ----------------- | ------------ | ---- | -------------- | ------------------- |
| 1°        | Diana Harshbarger | Repubblicano | R+29 | 3 gennaio 2021 |                     |
| 2°        | Tim Burchett      | Repubblicano | R+17 | 3 gennaio 2019 |                     |
| 3°        | Chuck Fleischmann | Repubblicano | R+18 | 3 gennaio 2011 |                     |
| 4°        | Scott DesJarlais  | Repubblicano | R+21 | 3 gennaio 2011 |                     |
| 5°        | Andy Ogles        | Repubblicano | R+8  | 3 gennaio 2023 |                     |
| 6°        | John Rose         | Repubblicano | R+17 | 3 gennaio 2019 |                     |
| 7°        | Mark Green        | Repubblicano | R+10 | 3 gennaio 2019 |                     |
| 8°        | David Kustoff     | Repubblicano | R+21 | 3 gennaio 2017 |                     |
| 9°        | Steve Cohen       | Democratico  | D+23 | 3 gennaio 2007 |                     |

## Cronologia delle configurazioni
Le tabelle riportano le mappe dei confini dei distretti congressuali dello stato del Tennessee, presentati in maniera cronologica. Vengono mostrati tutti i cicli di modifica periodica dei distretti dal 1973 ad oggi.
| Anno      | Cartina dello stato |
| --------- | ------------------- |
| 1973–1982 |                     |
| 1983–1992 |                     |
| 1993–2002 |                     |
| 2003–2013 |                     |
| 2013–2023 |                     |
| Dal 2023  |                     |

## Distretti obsoleti
- Distretto congressuale at-large del Tennessee
- Distretto congressuale at-large del Territorio del Sudest
- 10º Distretto congressuale del Tennessee
- 11º Distretto congressuale del Tennessee
- 12º Distretto congressuale del Tennessee
- 13º Distretto congressuale del Tennessee